# دائرة تيمقاد
دائرة تيمقاد هي إحدى دوائر ولاية باتنة الجزائرية.

## البلديات
تنقسم الدائرة إلى بلديتين:
- تيمقاد
- أولاد فاضل